# Mesostephanus appendiculatus
Mesostephanus appendiculatus är en plattmaskart. Mesostephanus appendiculatus ingår i släktet Mesostephanus och familjen Cyathocotylidae. Inga underarter finns listade i Catalogue of Life.